# Eurycea waterlooensis
Espèce
Statut de conservation UICN

 VU D2 : Vulnérable
Eurycea waterlooensis est une espèce d'urodèles de la famille des Plethodontidae.

## Répartition
Cette espèce est endémique du centre du Texas aux États-Unis. Elle se rencontre dans le comté de Travis.

## Étymologie
Son nom d'espèce, composé de waterloo et du suffixe latin -ensis, « qui vit dans, qui habite », lui a été donné en référence au lieu de sa découverte, Waterloo, l'ancien nom de la ville d'Austin.

## Publication originale
- Hillis, Chamberlain, Wilcox & Chippindale, 2001 : A New Species of Subterranean Blind Salamander (Plethodontidae: Hemidactyliini: Eurycea: Typhlomolge) from Austin, Texas, and A Systematic Revision of Central Texas Paedomorphic Salamanders. Herpetologica, vol. 57, no 3, p. 266-280.